# Vorderes Horqin-Banner des Rechten Flügels

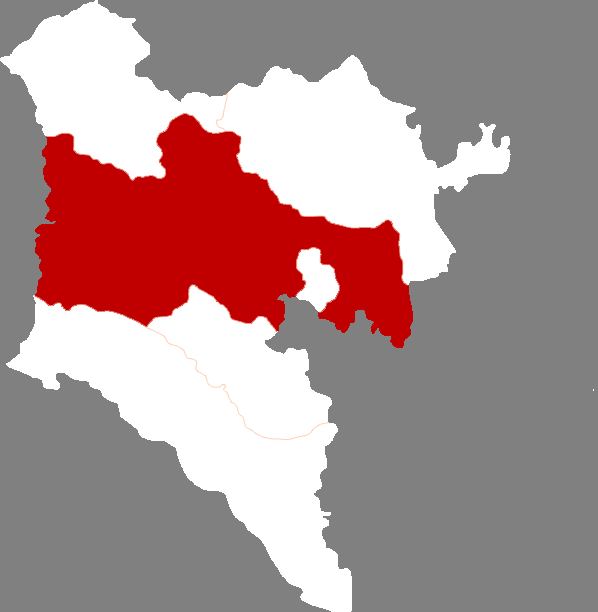
Lage des Vorderen Horqin-Banners des Rechten Flügels im Hinggan-Banner

Das Vordere Horqin-Banner des Rechten Flügels (chinesisch 科尔沁右翼前旗, Pinyin Kē’ěrqìn Yòuyì Qián Qí; mongolisch ᠬᠣᠷᠴᠢᠨ ᠪᠠᠷᠠᠭᠤᠨ ᠭᠠᠷᠤᠨ ᠡᠮᠦᠨᠡᠳᠦ ᠬᠣᠰᠢᠭᠤ Qorčin Baraɣun Ɣarun Emünedü qosiɣu), häufig abgekürzt Keyouqian-Banner (科右前旗), ist ein Banner des Hinggan-Bundes im Nordosten des Autonomen Gebiets Innere Mongolei der Volksrepublik China. Die Fläche des Banners wird je nach Quelle mit 19.375 km², 17.428 km² oder 16.963,5 km² angegeben. Im Jahr 2010 hatte das Banner rund 340.000 Einwohner. Im Westen grenzt das Banner auf 32,5 km Länge an der Staat Mongolei.

## Administrative Gliederung
Auf Gemeindeebene setzt sich das Vordere Horqin-Banner des Rechten Flügels aus neun Großgemeinden, drei Sum, einer Gemeinde, einer Nationalitätengemeinde, vier Staatsweiden, einer Viehzuchtstation und einem Industriepark zusammen. Diese sind:
| Großgemeinde Horqin (科尔沁镇), Hauptort, Sitz der Bannerregierung; Großgemeinde Carsen (察尔森镇); Großgemeinde Dashizhai (大石寨镇); Großgemeinde Debseg (德伯斯镇); Großgemeinde Eregt (额尔格图镇); Großgemeinde Guilerhe (归流河镇); Großgemeinde Jureh (居力很镇); Großgemeinde Netger (俄体镇); Großgemeinde Solon (索伦镇); Sum Aldar (阿力得尔苏木); | Sum Tohom (桃合木苏木); Sum Ulan Mod (乌兰毛都苏木); Gemeinde Burgastai (巴拉格歹乡); Gemeinde Manzutun der Manju (满族屯满族乡); Staatsweide Aldar (阿力得尔牧场); Staatsweide Gongzhuling (公主陵牧场); Staatsweide Solon (索伦牧场); Staatliche Pferdeweide Yuejin (跃进马场); Viezuchtstation Lüshui (绿水种畜场); Industriepark Vorderes Horqin-Banner des Rechten Flügels (科右前旗工业园区); |